# A-41988
A-41988 (BW29Y) je analgetski lek koji deluje kao kanabinoidni agonist. Ovaj materija je razivala kompanija Abbott Laboratories tokom 1970-ih, i istražila za potencijalnu primenu u tretmanu glaukoma. Lek nije plasiran na tržište.